# Лига профессионального развития
Лига профессионального развития (англ. Professional Development League) система молодёжных футбольных лиг в Англии, управляемых Премьер-лигой и Футбольной лигой. Была создана решением Футбольной ассоциации в 2012 году в соответствии с планом по развитию юношеского футбола.
Лига была основана в 2012 году и начиная с сезона 2012/13 пришла на смену Резервной Премьер-лиге, Академической Премьер-лиге и Футбольной комбинации. В лигу вошли турниры для игроков до 18, до 21 и до 23 лет.
До сезона 2012/13 молодёжные команды клубов, выступающие в Резервной Премьер-лиге (высшем дивизионе резервного футбола в Англии) выбывали из турнира в случае выбывания первых команд из Премьер-лиги в Чемпионшип, их заменяли резервные команды клубов, чьи основные команды выходили в Премьер-лигу. Но в текущей системе статус первых команд в Премьер-лиге никак не связан со статусом их резервных команд. Существует три Лиги профессионального развития для каждой возрастной группы, в которых выступают резервные и юношеские команды клубов из четырёх высших дивизионов системы футбольных лиг Англии.

## Турниры для команд до 21 года

### Дивизион 1
С 2012 по 2016 годы старший турнир для команд «Категории 1» носил название Премьер-лига (до 21 года) (англ. U21 Premier League); в нём могли выступать игроки, не достигшие 21 года, а также четыре игрока из основного состава независимо от возраста. Начиная с сезона 2016/17 турнир носит название Премьер-лига 2 (англ. Premier League 2); с тех пор в нём могли выступать игроки, не достигшие 23 лет. Вратарь и три полевых игрока могут быть старше 23 лет. Начиная с сезона 2022/23 возрастной порог участия в турнире опять был снижен до 21 года.
Турнир разделён на два дивизиона, в каждом из которых выступает 12 команд. Победитель первого дивизиона считается чемпионом. Две худшие команды первого дивизиона выбывают во второй дивизион; лучшая команда второго дивизиона выходит в первый дивизион; команды, занявшие 2-е, 3-е, 4-е и 5-е места во втором дивизионе играют в плей-офф за выход в первый дивизион. Команды, выступающие в Премьер-лиге 2, также могут принять участие в Кубке Премьер-лиги, Трофее Английской футбольной лиги и Международном кубке Премьер-лиги.

#### Чемпионы
| Сезон   | Чемпион           |
| ------- | ----------------- |
| 2012/13 | Манчестер Юнайтед |
| 2013/14 | Челси             |
| 2014/15 | Манчестер Юнайтед |
| 2015/16 | Манчестер Юнайтед |
| 2016/17 | Эвертон           |
| 2017/18 | Арсенал           |
| 2018/19 | Эвертон           |
| 2019/20 | Челси             |
| 2020/21 | Манчестер Сити    |
| 2021/22 | Манчестер Сити    |
| 2022/23 | Манчестер Сити    |
| 2023/24 | Тоттенхэм Хотспур |
| 2024/25 | Манчестер Сити    |

### Дивизион 2
Старшим возрастным уровнем для футбольных академий «Категории 2» является  Лига профессионального развития 2 (до 21 года) (англ. U21 Professional Development League 2). Лига разделена на два региональных дивизиона; чемпион турнира определяется в серии плей-офф в конце сезона.

#### Победители
| Сезон   | Победитель              |
| ------- | ----------------------- |
| 2012/13 | Чарльтон Атлетик        |
| 2013/14 | Кру Александра          |
| 2014/15 | Суонси Сити             |
| 2015/16 | Хаддерсфилд Таун        |
| 2016/17 | Шеффилд Уэнсдей         |
| 2017/18 | Болтон Уондерерс        |
| 2018/19 | Вулверхэмптон Уондерерс |
| 2019/20 | Вест Хэм Юнайтед        |
| 2020/21 | Лидс Юнайтед            |
| 2021/22 | Фулхэм                  |
| 2022/23 | Саутгемптон             |
| 2023/24 | Шеффилд Юнайтед         |
| 2024/25 | Борнмут                 |

## Турниры для команд до 18 лет

### Премьер-лига (до 18 лет)
Премьер-лига (до 18 лет) (англ. U18 Premier League ) для футбольных академий клубов «Категории 1» была основана в 2012 году с образованием Лиги профессионального развития. Турнир разделён на два региональных дивизиона (северный и южный); для определения чемпиона в данном турнире в дальнейшем проводится вторая стадия турнира. Победитель турнира квалифицируется в Юношескую лигу УЕФА.

#### Чемпионы
| Сезон   | Чемпион                           |
| ------- | --------------------------------- |
| 2012/13 | Фулхэм                            |
| 2013/14 | Эвертон                           |
| 2014/15 | Мидлсбро                          |
| 2015/16 | Манчестер Сити                    |
| 2016/17 | Челси                             |
| 2017/18 | Челси                             |
| 2018/19 | Дерби Каунти                      |
| 2019/20 | Сезон отменён (пандемия COVID-19) |
| 2020/21 | Манчестер Сити                    |
| 2021/22 | Манчестер Сити                    |
| 2022/23 | Манчестер Сити                    |
| 2023/24 | Манчестер Юнайтед                 |
| 2024/25 | Астон Вилла                       |

### Лига профессионального развития до 18 лет
Младшим возрастным уровнем для футбольных академий «Категории 2» является  Лига профессионального развития 2 (до 18 лет) (англ. U18 Professional Development League 2). Лига разделена на два региональных дивизиона; чемпион турнира определяется в серии плей-офф в конце сезона.

#### Победители
| Сезон   | Победитель                        |
| ------- | --------------------------------- |
| 2012/13 | Куинз Парк Рейнджерс              |
| 2013/14 | Хаддерсфилд Таун                  |
| 2014/15 | Чарльтон Атлетик                  |
| 2015/16 | Чарльтон Атлетик                  |
| 2016/17 | Шеффилд Юнайтед                   |
| 2017/18 | Чарльтон Атлетик                  |
| 2018/19 | Шеффилд Уэнсдей                   |
| 2019/20 | Сезон отменён (пандемия COVID-19) |
| 2020/21 | Уиган Атлетик                     |
| 2021/22 | Шеффилд Юнайтед                   |
| 2022/23 | Барнсли                           |
| 2023/24 | Бирмингем Сити                    |
| 2024/25 | Бристоль Сити                     |